# Samuel Nyholm
Samuel Nyholm, med konstnärsnamnet Sany, född 11 maj 1973 i Lund, är en svensk grafisk formgivare och illustratör.
Samuel Nyholm utbildade sig mellan 1995 och 1999 på Konstfack i Stockholm. Under studietiden grundade han tillsammans med Jonas Williamsson formgivningskollektivet och -projektet Reala.
Sedan 2012 är Samuel Nyholm professor i illustration på Hochschule für Künste Bremen.
Han medverkade 2017 i Skulptur Projekte Münster i Tyskland.